# ГЕС Паломіно
ГЕС Паломіно — гідроелектростанція у центральній частині Домініканської Республіки, за сотню кілометрів на північний захід від столиці країни міста Санто-Домінго. Знаходячись перед ГЕС Sabana Yegua (13 МВт), становить верхній ступінь каскаду на річці Яке-дель-Сур, яка дренує південний схил Кордильєри-Сентраль та впадає у затоку Карибського море Bahia de Neiba за кілька кілометрів від міста Санта-Крус-де-Бараона.
У межах проекту річку перекрили греблею з ущільненого котком бетону висотою 65 метрів та довжиною 172 метри, яка потребувала 203 тис. м3 матеріалу. Вона утримує водосховище з площею поверхні 0,22 км2 та об'ємом 3,3 млн м3, в якому припустиме коливання рівня поверхні між позначками 784 та 800 метрів НРМ. Зі сховища через лівобережний гірський масив прокладено дериваційний тунель довжиною 13,5 км та діаметром 5 метрів, з'єднаний із запобіжним балансувальним резервуаром висотою 50 метрів та діаметром 10,5 метра.
Машинний зал, споруджений у підземному виконанні, має розміри 46х16 метрів при висоті 30 метрів. Тут розмістили дві турбіни типу Френсіс потужністю по 41,5 МВт (загальна потужність станції за виключенням власного споживання та втрат 80 МВт), які при напорі у 338 метрів повинні забезпечувати виробництво 179 млн кВт-год електроенергії на рік.
Відпрацьована вода по відвідному тунелю довжиною 2 км та відкритому каналу довжиною 0,3 км потрапляє в річку Del Medio (вона ж Гранде), котра впадає ліворуч до Яке-дель-Сур на ділянці водосховища Sabana Yegua.
Видача продукції відбувається по ЛЕП, розрахованій на роботу під напругою 138 кВ.